# کانتالیچ
کانتالیچ (به ایتالیایی: Cantalice) یک کومونه در ایتالیا است که در استان ریتی واقع شده‌است.

## خصوصیات
کانتالیچ ۳۷٫۷ کیلومترمربع مساحت و ۲٬۸۳۲ نفر جمعیت دارد و ۶۶۰ متر بالاتر از سطح دریا واقع شده‌است.